# Индийско-марокканские отношения
Индийско-марокканские отношения — двусторонние дипломатические отношения между Индией и Марокко. У Марокко есть посольство в Нью-Дели, а также почётное консульство в Мумбаи. Индия имеет посольство в Рабате. Страны являются членами Организации Объединённых Наций (ООН) и Движения неприсоединения. 

## История
В ООН Индия поддержала деколонизацию Марокко и освободительное движение в этой стране. Индия признала независимость Марокко 20 июня 1956 года и установила отношения в 1957 году. Министерство иностранных дел Индии заявляет, что «государства поддерживают тёплые и дружеские отношения и за последние годы контакты значительно углубились».

## Торговля
Индийский совет по культурным связям продвигает индийскую культуру в Марокко. Марокко стремится к расширению торговых связей с Индией и привлекает индийские инвестиции в различные секторы экономики страны.